# 차세대 보안 컴퓨팅 기반
차세대 보안 컴퓨팅 기반(Next-Generation Secure Computing Base, NGSCB)는 전통적인 신뢰 컴퓨팅 개념의 일부를 차기 버전의 마이크로소프트 윈도우 운영 체제에 추가할 예정으로 만든 마이크로소프트가 설계한 소프트웨어 구조이다.
넥서스(Nexus)는 컴퓨팅에서 마이크로소프트의 지연 NGSCB 발의를 위한 보안 커널이다. 신뢰 코드가 실행할 수 있는 보안 환경을 제공한다. 넥서스 모드에서 실행되는 코드는 신뢰되지 않은 응용 프로그램에서는 돌아가지 않는다.

## 같이 보기
- 통일 확장 펌웨어 인터페이스
- 신뢰 플랫폼 모듈
- 인텔 관리 엔진